# Грос-Бухвальд
Грос-Бухвальд (нем. Groß Buchwald) — община в Германии, в земле Шлезвиг-Гольштейн. 
Входит в состав района Рендсбург-Экернфёрде. Подчиняется управлению Бордесхольм-Ланд.  Население составляет 361 человек (на 31 декабря 2010 года). Занимает площадь 8,94 км².